# Klaus Burmeister
Klaus Burmeister (* 1954 in Karl-Marx-Stadt) ist Zukunftsforscher, Autor und Referent. Er beschäftigt sich mit den wirtschaftlichen und gesellschaftlichen Umbrüchen und Übergängen in Folge der Digitalisierung, den Veränderungen der Arbeitswelten, disruptiven Technologien und der Zukunft von Städten und Regionen.
Nach einer Ausbildung zum Starkstromelektriker und dem zweiten Bildungsweg studierte Burmeister als Stipendiat der Hans-Böckler-Stiftung an den Universitäten in Hamburg und Berlin Politologie und schloss 1986 als Diplom-Politologe ab. Anschließend war er als wissenschaftlicher Mitarbeiter an einem Forschungsprojekt am Otto-Suhr-Institut der Freien Universität Berlin und am Institut für Zukunftsstudien und Technologiebewertung (IZT) tätig. Ab 1990 baute er das Sekretariat für Zukunftsforschung (SFZ) in Gelsenkirchen auf. 1997 war er Mitgründer der Z_punkt The Foresight Company.
Zudem war er Mitherausgeber und Redakteur der Zeitschrift Zukünfte.
2014 rief er das „foresightlab“ in Berlin ins Leben, das er leitet. Seit 2016 ist er Geschäftsführer der gemeinnützigen Initiative D2030.

## Publikationen
- Zukunftsmetropole Berlin, Edition Sigma, Berlin, 1988
- Netzwerke, Beltz, Weinheim, 1991
- Zukunftsforschung und Politik, Beltz, Weinheim, 1991
- Streifzüge ins Übermorgen, Beltz, Weinheim, 1992
- Zukunftsfähige Gesellschaft, Stiftung Mitarb. Bonn, 1996
- Visionen – 1900-2000-2100 – Ein Chronik der Zukunft (Hg.), Rogner&Bernhadt, Hamburg, 1999
- Corporate Foresight – Unternehmen gestalten Zukunft, Murmann verlag, Hamburg, 2004
- Vom Personal Computer zum Personal Fabricator, Murmann verlag, München, 2005
- Handbuch Zukunft 2010.  Focus-Magazin-Verlag, München, 2009
- Deutschland 2030 Zukunftsperspektiven der Wertschöpfung, Berlin, 2011
- ConnectedReality 2025 – Die nächste Welle der digitalen Transformation, Köln, 2014
- Stadt als System – Trends und Herausforderungen für die Zukunft urbaner Räume, oekom verlag, München, 2016
- Deutschland neu denken – Acht Szenarien für unsere Zukunft, oekom verlag, München, 2018
- Urbane Kleinstädte, BBSR, Berlin, 2018